# Jeff "Tain" Watts
Jeff "Tain" Watts (20 januar 1960 i Pittsburgh Pennsylvania USA) er en amerikansk jazztrommeslager.
Tain spillede og inspillede med Branford Marsalis gruppe fra (1985-2009). Han spillede og Indspillede også sideløbende med Wynton Marsalis.
Han var med i Jay Lenos Tonight Show i tre år, før han gik solo, og indspillede i sit eget navn. han har også spillet med McCoy Tyner, Gary Allen Michael Brecker, Betty Carter og Chris Minh Doky.

## Diskografi
- Megawatts
- Citizen Tain
- Bar Talk
- DeTained at The Blue Note
- Folk´s Songs
- WATTS
- Family